# 加里·格拉夫曼
加里·格拉夫曼（英語：Gary Graffman，1928年10月14日—），美國古典鋼琴家、鋼琴教師、音樂總監。

## 生平
出生於紐約，父母為猶太裔俄籍。3歲開始學習鋼琴；7歲時進入柯蒂斯音樂學院，師從Isabelle Vengerova。1946年畢業後和尤金·奧曼迪及費城管弦樂團同臺演出，開始他的職業生涯。1946至1948年間於哥倫比亞大學就讀。1949年於列文垂特大賽獲得優勝。他進一步於馬爾伯勒音樂學校和音樂節向魯道夫·塞爾金學習，也非正式地向霍洛維茲請益。1954年，他在哥倫比亞大學200週年紀念活動上，李奧波德·史托考夫斯基的指揮下演出愛德華·麥克道威爾的第2號鋼琴協奏曲。

## 教學
他的學生很多，包括鋼琴演奏家Lydia Artymiw、郎朗、王羽佳、張昊辰 、劉孟捷等人。

## 外部連結
- 加里·格拉夫曼的Discogs页面（英文）